# Wuisse
Wuisse és un municipi francès situat al departament del Mosel·la i a la regió del Gran Est. L'any 2007 tenia 60 habitants.

## Demografia

### Població
El 2007 la població de fet de Wuisse era de 60 persones. Hi havia 28 famílies, de les quals 8 eren unipersonals (8 homes vivint sols), 8 parelles sense fills i 12 parelles amb fills.
La població ha evolucionat segons el següent gràfic:
Habitants censats

### Habitatges
El 2007 hi havia 34 habitatges, 25 eren l'habitatge principal de la família i 8 eren segones residències. Tots els 29 habitatges eren cases. Dels 25 habitatges principals, 18 estaven ocupats pels seus propietaris, 4 estaven llogats i ocupats pels llogaters i 3 estaven cedits a títol gratuït; 1 tenia tres cambres, 3 en tenien quatre i 21 en tenien cinc o més. 23 habitatges disposaven pel capbaix d'una plaça de pàrquing. A 14 habitatges hi havia un automòbil i a 9 n'hi havia dos o més.

### Piràmide de població
La piràmide de població per edats i sexe el 2009 era:
| Homes | Edats   | Dones |
| ----- | ------- | ----- |
| 0     | 95 o +  | 0     |
| 0     | 90 a 94 | 4     |
| 0     | 85 a 89 | 0     |
| 0     | 80 a 84 | 0     |
| 4     | 75 a 79 | 0     |
| 0     | 70 a 74 | 4     |
| 0     | 65 a 69 | 4     |
| 0     | 60 a 64 | 0     |
| 0     | 55 a 59 | 0     |
| 0     | 50 a 54 | 4     |
| 0     | 45 a 49 | 0     |
| 8     | 40 a 44 | 4     |
| 4     | 35 a 39 | 0     |
| 0     | 30 a 34 | 4     |
| 8     | 25 a 29 | 0     |
| 0     | 20 a 24 | 4     |
| 0     | 15 a 19 | 4     |
| 8     | 10 a 14 | 0     |
| 4     | 5 a 9   | 8     |
| 4     | 0 a 4   | 8     |

## Economia
El 2007 la població en edat de treballar era de 35 persones, 26 eren actives i 9 eren inactives. De les 26 persones actives 24 estaven ocupades (15 homes i 9 dones) i 2 estaven aturades (2 dones i 2 dones). De les 9 persones inactives 2 estaven jubilades, 3 estaven estudiant i 4 estaven classificades com a «altres inactius».
Activitats econòmiques
L'any 2000 a Wuisse hi havia 9 explotacions agrícoles que ocupaven un total de 884 hectàrees.

## Poblacions més properes
El següent diagrama mostra les poblacions més properes.